# The Visitor (película de 2008)
The Visitor es una película estadounidense de 2008, escrita y dirigida por Thomas McCarthy. Protagonizada por Richard Jenkins, Haaz Sleiman, Danai Jekesai Gurira y Hiam Abbass en los papeles principales.
El guion se concentra en la vida de un hombre solitario de mediana edad, cuya vida cambia cuando se enfrenta con problemas de identidad social, inmigración y comunicación intercultural, después de los ataques del 11 de septiembre en Nueva York. 

## Argumento
Walter Vale (Richard Jenkins) es un viudo profesor en el Connecticuter College, que vive una existencia solitaria. Llena sus horas practicando lecciones de piano con Karen, en un esfuerzo por emular a su difunta esposa, una pianista clásica, y trabaja en un libro nuevo, aunque sus esfuerzos en ambas actividades no le dan ningún resultado alentador. Cuando se le pide que presente un escrito en la conferencia académica de la Universidad de Nueva York, duda en acceder, dado que es el coautor pero no colaboró en su realización, tan solo lo leyó. Charles, su jefe de departamento, insiste, y convence a Walter para que asista. 
Cuando llega al apartamento que posee en Nueva York, es sorprendido por una joven pareja que vivía allí, y a la que supuestamente un hombre llamado Iván le había alquilado el inmueble. Ellos son Tarek (Haaz Sleiman ), un músico sirio-palestino; y Zainab (Danai Jekesai Gurira), una diseñadora de joyas étnicas de Senegal. Ambos son inmigrantes ilegales. Al comprender que su estancia allí era fruto de una estafa, ambos se disculpan y deciden marcharse. Recogen sus cosas y abandonan el apartamento. Una vez solo, Walter revisa su antiguo apartamento y allí descubre una fotografía enmarcada, olvidada por la pareja, por lo que sale en su busca, y tras entregársela, y viendo que no tenían donde ir, les ofrece quedarse unos días en su departamento. Durante los siguientes días, se desarrolla lentamente una amistad entre ellos, especialmente entre Walter y Tarek.  Este le enseña a Walter a tocar el djembe (támbor africano), y poco a poco se forja una relación de amistad.
Un día, tras unirse a un grupo que tocaba música africana y brasilera en Central Park, entran en el Metro de Nueva York. Allí Tarek le cuenta que siempre le gustó la idea de tocar allí, y posteriormente tras saltar una barrera en la que se había atascado, la policía lo arresta por haber saltado ese impedimento. Y ante la impotencia de Walter, Tarek es conducido a un centro de inmigración en Queens. Tras esto, Walter no duda en contratar un abogado para evitar la deportación de su amigo. A la vez, Zainab se va a vivir con unos familiares en el Bronx, ya que se siente mal y tiene la necesidad de ayudar a su amado.
Días más tarde, Mouna (Hiam Abbass), la madre de Tarek, llega Nueva York inesperadamente, preocupada al no poder contactar con su hijo. Ella también es inmigrante ilegal en Estados Unidos y acepta la oferta de Walter de quedarse en su apartamento, surgiendo entre ellos una amistad. Walter confiesa que su vida es insatisfecha; que le disgusta el único curso que ha dictado durante veinte años, y que no ha terminado el libro que supuestamente ha estado escribiendo. 
Ella le revela que su esposo murió luego de haber sido un preso político en Siria, y que le preocupa el futuro de su hijo, si es deportado. Ambos comienzan a compartir una vida doméstica sencilla. Mouna cocina y Walter la lleva a ver El fantasma de la ópera. 
Tras ese día, Walter al despertar comprueba que le había llamado el abogado que había contratado, diciendo que algo iba mal con Tarek. Mouna y Walter salen apresuradamente del apartamento, pero cuando Walter llega al centro de inmigración de Queens, ya era demasiado tarde; le comunican que Tarek ha sido deportado. La ira y la impotencia se apoderan entonces de Walter, pero Mouna entra al centro y le convence para que se marche.
Mouna entonces le comunica la noticia a Zainab, y decide marcharse a Siria con su hijo, para ayudarle. Solo, una vez más, Walter acaba destrozado animicamente, y se dirige al metro. Allí, con rabia e ira toca su djembe, recordando las palabras que una vez le dijo su amigo Tarek, mientras la escena se oscurece dando paso al fin de la película.

## Reparto
| Actor           | Personaje   |
| --------------- | ----------- |
| Richard Jenkins | Walter Vale |
| Haaz Sleiman    | Tarek       |
| Danai Gurira    | Zainab      |
| Hiam Abbass     | Mouna       |
| Richard Kind    | Jacob       |
| Michael Cumpsty | Charles     |
| Marian Seldes   | Barbara     |

## Producción
McCarthy comenzó a escribir el film durante una visita patrocinada por el gobierno, a Oriente Medio. Él dice que tuvo "una conexión especial con la gente que conocí en Beirut" y no consideró el enfoque de la inmigración hasta que regresó a casa (Nueva York).
El film fue filmado en la ciudad de Nueva York. Algunas escenas se flmaron en el campus de la Universidad Wagner en Staten Island, Nueva York.
La banda sonora incluye "Open and Close" y "Je'nwi Teni (Don't Gag Me)," escritas e interpretadas por el compositor nigeriano  Fela Kuti.
El film fue estrenado en el festival de Toronto de 2007 y fue presentado en muchos festivales en el 2008, incluyendo el festival de Sundance, el del mercado europeo, de Portland, Miami, Dallas, Phoenix y Filadelfia antes de ir a su estreno comercial el 11 de abril. El film recaudó $ 86,488 en su fin de semana de estreno y $9,427,089 en total en EE. UU. mientras que en el extranjero recaudó $5,737,649. A nivel mundial recaudó $15,164,738.

## Crítica
The Visitor recibió en general críticas positivas. El agregador virtual "Rotten Tomatoes" reportó un 90% de aceptación por parte de la crítica, basados en 100 reseñas. Metacritic registró un 79 sobre 100 (Críticas positivas), basándose en 29 análisis del film.
A.O. Scott del New York Times observó: "Lo curioso de 'The Visitor' es que, aunque se dirige más o menos hacia donde piensas que va a dirigirse, consigue sorprenderte durante el camino. (...) Las objeciones, en su mayor parte, se disuelven por la claridad y simplicidad de la dirección de McCarthy y, sobre todo, por la precisa interpretación de Jenkins."
Roger Ebert de Chicago Sun Times" calificó: Una película maravillosa, triste, rabiosa (...) mostrar a gente que cambia, y cómo cambia, es la belleza del film. Queda mucho sin decir, sin mostrar. (...) Jenkins crea un personaje sorprendentemente conmovedor, tranquilo. (...)
En España, Jordi Costa de "El País" observó: "Es un pequeño triunfo de la economía expresiva (...) actores en estado de gracia (...) lo que parecía un emotivo cuento humanista se acaba revelando una extraña (y civilizadamente rabiosa) forma de cine político"
Alberto Bermejo, redactor de "El Mundo" dijo de la película: "Serenidad, comedimiento y austeridad en la puesta en escena, sencillez aparente, destellos de buen humor flotando sobre el drama, un poderoso ingrediente como metáfora de la vida (...) y una complicidad secreta con los actores. (...) Puntuación: **** (sobre 5)."

## Premios
- Method Fest Independent Film Festival Award for Best Director
- Method Fest Independent Film Festival Award for Best Actor (Richard Jenkins)
- Method Fest Independent Film Festival Award for Best Supporting Actress (Danai Jekesai Gurira)
- Moscow International Film Festival Silver St. George for Best Actor (Richard Jenkins )
- National Board of Review Spotlight Award (Richard Jenkins)
- Satellite Award for Best Actor - Motion Picture Drama (Richard Jenkins)
- Satellite Award for Best Original Screenplay (Thomas McCarthy)
- Brisbane International Film Festival Interfaith Award (Thomas McCarthy)
- Deauville American Film Festival Grand Special Prize (Thomas McCarthy)
- Independent Spirit Award for Best Director (Thomas McCarthy)

## Candidaturas
- Academy Award for Best Actor (Richard Jenkins)
- Writers Guild of America Award for Best Original Screenplay
- Critics' Choice Award for Best Actor (Richard Jenkins)
- Chicago Film Critics Association Award for Best Actor (Richard Jenkins)
- Independent Spirit Award for Best Actor (Richard Jenkins)
- Independent Spirit Award for Best Supporting Actor (Haaz Sleiman)
- Satellite Award for Best Director
- Screen Actors Guild Award for Outstanding Performance by a Male Actor in a Leading Role (Richard Jenkins)

## Versión DVD
La versión DVD del film fue lanzada el 7 de octubre de 2008. Los extras incluyen: ¿Cómo se hizo?, Historia del Djembe y uso, y el tráiler original de la película.